# Комиции

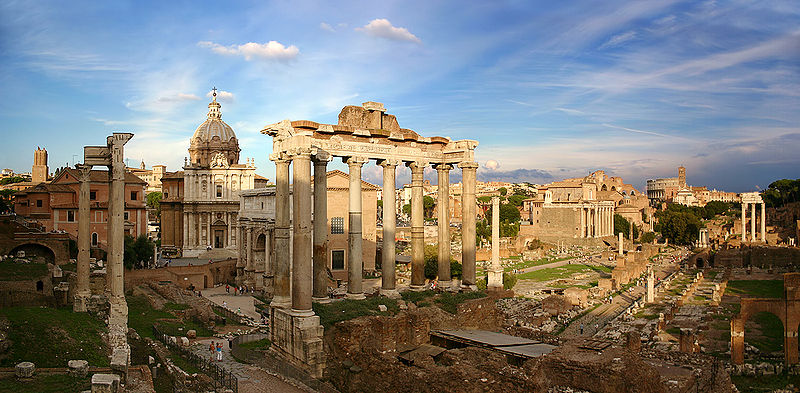
Развалины Римского Форума

Коми́ция (лат. comitio, от comeo — «схожусь, собираюсь») — народное собрание в Древнем Риме.
Существовали три вида комиций:
- Куриатные комиции — собрания патрициев по куриям, восходящие к родовому строю. В царскую эпоху (VIII—VI века до н. э.) решали вопросы войны и мира и избрания царей. Созывались царями и интеррексами (верховными правителями в периоды междуцарствий). В эпоху республики, с появлением других видов комиций, потеряли политическое значение, сохранив формальное право вручения империя (то есть верховной власти) магистратам, а также право решения вопросов, связанных с отношениями между членами родов и фамилий, и дел религиозного характера.
- Центуриатные комиции — собрания по центуриям, объединявшим и патрициев, и плебеев по принципу имущественного ценза. Согласно исторической традиции, были основаны в середине VI века до н. э. Сервием Туллием. Изначально были собраниями воинов. Центуриатные комиции ведали вопросами войны и мира, избирали высших магистратов, исполняли судебные функции. Созывались высшими магистратами за померием на Марсовом поле. Каждый класс подразделялся на центурии. Созывались для избрания консулов, преторов, цензоров. Кроме того, использовались для прослушивания дел по государственной измене и одобрения законов, что, впрочем, не являлось основной их функцией.
- Трибутные комиции — собрания всех граждан по территориальным округам — трибам. Выросли из сходок плебса, где избирались народные трибуны и плебейские эдилы. В результате борьбы плебеев с патрициями с 287 до н. э. получили законодательную, а потом и судебную власть и право избирать всех низших магистратов, превратившись в важнейший вид народных собраний. Созывались консулами, преторами, диктаторами и народными трибунами на Форуме или на Марсовом поле. Представляло собой 35 триб, состоящих из всего населения Рима без различия по классам. Обычно если трибутное собрание созывались консулами или преторами, то оно проходило на Нижнем Форуме. Трибутное собрание могло избирать курульных эдилов, квесторов, военных трибунов, составлять и принимать законы. До учреждения Луцием Корнелием Суллой постоянных судов в трибутных комициях могли проводиться судебные процессы. В период Поздней Республики собиралось в основном для принятия законов и проведения выборов.

В I веке до н. э., с распространением римского гражданства на свободное население всей Италии, система комиций переживает кризис. При Сулле ограничиваются, а при Августе отмирают судебные функции комиций, выборные функции становятся формальностью. К концу I века н. э. отмирают и законодательные функции комиций.